# Ланген (Бремерхафен)
Ланген (нем. Langen) — городской район в составе города Гестланд в Германии, земля Нижняя Саксония, район Куксхафен. Ланген был городом до 31 декабря 2014 года, после чего был объединён с совместным сообществом Бедеркеза в город Гестланд.
Население составляет 11 577 человек (на 30 июня 2017 года). Занимает площадь 7,83 км².

## Фотографии
- Langen (2012)